# José Santonja Ferrero
José Santonja Ferrero más conocido como "Santonja" (Onil, Alicante; 8 de mayo de 1992) es un baloncestista español que pertenece a la plantilla del Onil 3x3 . Con 1,98 metros de estatura, juega en la posición de ala-pívot.

## Trayectoria deportiva
Formado en las categorías inferiores de Club Baloncesto Lucentum Alicante hasta la temporada 2009-10 en la que fue nombrado MVP en la fase final regional júnior de la Comunidad Valenciana.  A partir de ahí decidió salir y su primer destino sería el Basket Puertollano en 1ª Nacional, para después comenzar una trayectoria en liga EBA y LEB Plata. 
En la temporada 2011-12 llegó a Liga EBA en la que disputaría varias temporadas con los equipos de  Club Arenys Bàsquet, Asociación de Baloncesto Pacense, Club Deportivo Enrique Soler, Basket Globalcaja Quintanar y Seguros Soliss Alcázar Basket. 
En las filas del Seguros Soliss Alcázar Basket conseguiría el ascenso a Liga LEB Plata y jugaría en dicha categoría la siguiente temporada.
En 2017, el ala-pívot alicantino llegaría al CB Almansa para disputar la Liga EBA. Allí, lograría dos ascensos de categoría consecutivos, primero el ascenso a LEB Plata y durante la temporada 2018-19 lograría es ascenso a LEB ORO, realizando unos promedios de 22.5 minutos de juego por encuentro, en los que aportó 7.2 puntos y 3.5 rebotes. 
En verano de 2019, tras conseguir el ascenso con CB Almansa a la Liga LEB Oro renueva por una temporada más con el club albaceteño para disputar temporada 2019-20.